# Ho Csongmo
Ho Csongmo (hangul: 허정무, handzsa: 許丁茂, RR: Huh Jung-moo; 1955. január 13. –) dél-koreai válogatott labdarúgó, középpályás és edző.

## Pályafutása

### Klubcsapatban
1978 és 1980 között a Korea Electric Power csapatában játszott, de közben katonai szolgálatot is teljesített. 1980 és 1983 között Hollandiában a PSV Eindhoven játékosa volt. 1984-ben az év labdarúgójának választották Dél-Koreában. 1983 és 1986 között az Hyundai Horang-i labdarúgója volt, melynek tagjaként 1986-ban megnyerte a koreai ligakupát.

### A válogatottban
1974 és 1986 között 91 alkalommal játszott a dél-koreai válogatottban és 29 gólt szerzett. Részt vett az 1984-es Ázsia-kupán és az 1986-os világbajnokságon. Az Olaszország elleni csoportmérkőzésen gólt szerzett.

### Edzőként
1991 és 1995 között a POSCO Atoms csapatánál dolgozott segédedzőként. 1995-ben első alkalommal nevezték ki a dél-koreai válogatott szövetségi kapitányi posztjára. 1996 és 1998 között a Csonnam Dragons vezetőedzője volt. 1998-tól 2000-ig ismét a válogatottat irányította szövetségi kapitányként. Vezetésével bronzérmesek lettek a 2000-es Ázsia-kupán és részt vettek a 2000-es CONCACAF-aranykupán, valamint a 2000. évi nyári olimpiai játékokon. 2011-től 2004-ig a Jongin Labdarúgó Központban dolgozott. 2004-ben segédedzőként segítette a válogatott munkáját. 2005 és 2007 között a Csonnam Dragons szakmai munkájáért felelt. 2009-ben az év labdarúgóedzőjének választották Ázsiában. 2007-től 2010-ig ismét szövetségi kapitány volt és kivezette a nemzeti csapatot a 2010-es világbajnokságra. 2010 és 2012 között az Incshon United vezetőedzője volt. 

## Sikerei, díjai

### Játékosként
Hyundai Horang-i
- Koreai ligakupa (1): 1986

Koreai Haditengerészet
- Koreai elnöki kupa (1): 1979

Dél-Korea
- Ázsia-játékok győztes (2): 1978, 1986

Egyéni
- Az év dél-koreai labdarúgója (1): 1984

### Edzőként
POSCO Atoms
- Koreai ligakupa (1): 1993

Csonnam Dragons
- Koreai FA-kupa győztes (3):  1997, 2006, 2007

Dél-Korea
- Ázsia-kupa bronzérmes (1): 2000
- Kelet-ázsiai bajnokság aranyérmes (1): 2008
- Kelet-ázsiai bajnokság ezüstérmes (1): 2010

Egyéni
- Az év labdarúgóedzője Ázsiában (1): 2009